# Riđevštica
Riđevštica (cyr. Риђевштица) – wieś w Serbii, w okręgu rasińskim, w gminie Trstenik. W 2011 roku liczyła 416 mieszkańców.